# 2019 Wanna One Concert［Therefore］
"2019 Wanna One Concert［Therefore］"는 워너원의 마지막 콘서트이자 네 번째 단독 콘서트이다.

## 워너원 근황
콘서트를 끝으로 워너원은 각자의 길을 걷는다 워너원 근황은 이러하다.
- 윤지성 솔로데뷔(2019.2.20)[3]
- 하성운솔로데뷔(2019.2.28)[4]
- 황민현 솔로데뷔(2023.2.)[5].
- 옹성우 솔로데뷔(2019.6.11)[6]
- 김재환 솔로데뷔(2019.05.20)[7]
- 강다니엘 솔로데뷔(2019.07.25)[8]
- 박지훈 솔로데뷔(2019.3.29)[9]
- 박우진 재데뷔(그룹)[10]
- 배진영 재데뷔(그룹)[11]
- 이대휘 재데뷔(그룹)[12]
- 라이관린 솔로데뷔(2019)[13]

위에서 보면 알수있듯
윤지성.하성운.황민현.옹성우.김재환.강다니엘.박지훈 11명중 8명이 솔로데뷔를 했다.
윤지성.하성운.황민현.옹성우.강다니엘.박지훈.배진영 이대휘.라이관린은 11명중 9명은 배우로도 활동하고있다.
박우진.배진영.이대휘
나머지 3명은 나머지 같은 소속사 팀원과 같이
그룹으로 재데뷔해서 열심히 활동하고있는 중이다.

## 개인 팬덤
팬덤은 각각
- 밥알(윤지성)
- 하늘(하성운)
- 황도(황민현)
- 위로(옹성우)
- 윈드(김재환)
- 다니티(강다니엘)
- 메이(박지훈)
- 에비뉴(박우진.이대휘)
- 픽스(배진영)

## 콘서트 일정
| 날짜                       | 도시 | 국가     | 장소         |
| -------------------------- | ---- | -------- | ------------ |
| 2019년 1월 24일 ~ 1월 27일 | 서울 | 대한민국 | 고척스카이돔 |